# Idiko Erasitechniko Protathlema 1970
L'Idiko Erasitechniko Protathlema 1970 è la 3ª edizione delle qualificazioni alla Beta Ethniki.

## Gruppo 1

### Squadre partecipanti
| Squadra                  | Città          |
| ------------------------ | -------------- |
| Didymoticho              | Didymoticho    |
| Finikas Polichni         | Polichni       |
| Megas Alexandros Iraklia | Iraklia Serron |
| Pandramaïkos             | Drama          |

### Classifica
|  | Pos. | Squadra                  | Pt | G | V | N | P | GF | GS | DR  |
|  | ---- | ------------------------ | -- | - | - | - | - | -- | -- | --- |
|  | 1.   | Pandramaïkos             | 16 | ? | ? | ? | ? | 9  | 3  | +6  |
|  | 2.   | Megas Alexandros Iraklia | 15 | ? | ? | ? | ? | 19 | 9  | +10 |
|  | 3.   | Finikas Polichni         | 9  | ? | ? | ? | ? | 11 | 16 | -5  |
|  | 4.   | Didymoticho              | 8  | ? | ? | ? | ? | 5  | 16 | -1  |

Legenda:

      Ammesse in Beta Ethniki 1970-1971

## Gruppo 2

### Squadre partecipanti
| Squadra              | Città       |
| -------------------- | ----------- |
| Apollon Kryas Vrysis | Krya Vrysis |
| Nea Moudania         | Moudania    |
| Neapolis             | Neapoli     |
| Pyrsos Grevena       | Grevena     |

### Classifica
|  | Pos. | Squadra              | Pt | G | V | N | P | GF | GS | DR |
|  | ---- | -------------------- | -- | - | - | - | - | -- | -- | -- |
|  | 1.   | Apollon Kryas Vrysis | 14 | ? | ? | ? | ? | 5  | 3  | +2 |
|  | 2.   | Pyrsos Grevena       | 13 | ? | ? | ? | ? | 7  | 8  | -1 |
|  | 3.   | Neapolis             | 11 | ? | ? | ? | ? | 7  | 5  | +2 |
|  | 4.   | Nea Moudania         | 10 | ? | ? | ? | ? | 4  | 7  | -3 |

Legenda:

      Ammesse in Beta Ethniki 1970-1971
       Ammessa ai play-off

## Gruppo 3

### Squadre partecipanti
| Squadra                 | Città              |
| ----------------------- | ------------------ |
| Aris Agios Konstantinos | Agios Konstantinos |
| Īraklīs Psachna         | Dirfys-Messapia    |
| Karditsa                | Karditsa           |
| Magnisiakos Volos       | Volos              |

### Classifica
|  | Pos. | Squadra                 | Pt | G | V | N | P | GF | GS | DR |
|  | ---- | ----------------------- | -- | - | - | - | - | -- | -- | -- |
|  | 1.   | Karditsa                | 14 | ? | ? | ? | ? | 15 | 11 | +4 |
|  | 2.   | Aris Agios Konstantinos | 13 | ? | ? | ? | ? | 13 | 10 | +3 |
|  | 3.   | Īraklīs Psachna         | 13 | ? | ? | ? | ? | 14 | 15 | -1 |
|  | 4.   | Magnisiakos Volos       | 8  | ? | ? | ? | ? | 13 | 19 | -6 |

Legenda:

      Ammesse in Beta Ethniki 1970-1971

### Spareggio per il secondo posto
| Squadra 1               | Risultato | Squadra 2       |
| ----------------------- | --------- | --------------- |
| Aris Agios Konstantinos | 4 – 0     | Īraklīs Psachna |

## Gruppo 4

### Squadre partecipanti
| Squadra           | Città       |
| ----------------- | ----------- |
| Acharnaïkos       | Acharnes    |
| Atlas Mytilenes   | Mitilene    |
| Panaspropyrgiakos | Aspropyrgos |
| Petralona         | Petralona   |

### Classifica
|  | Pos. | Squadra           | Pt | G | V | N | P | GF | GS | DR  |
|  | ---- | ----------------- | -- | - | - | - | - | -- | -- | --- |
|  | 1.   | Panaspropyrgiakos | 15 | ? | ? | ? | ? | 13 | 4  | +9  |
|  | 2.   | Acharnaïkos       | 14 | ? | ? | ? | ? | 12 | 4  | +8  |
|  | 3.   | Petralona         | 13 | ? | ? | ? | ? | 11 | 8  | +3  |
|  | 4.   | Atlas Mytilenes   | 6  | ? | ? | ? | ? | 1  | 21 | -20 |

Legenda:

      Ammesse in Beta Ethniki 1970-1971

## Gruppo 5

### Squadre partecipanti
| Squadra          | Città    |
| ---------------- | -------- |
| Digenis Koskinos | Koskinou |
| Ergotelīs        | Candia   |
| Poseidon Glyfada | Glyfada  |
| Saronikos        | Egina    |

### Classifica
|  | Pos. | Squadra          | Pt | G | V | N | P | GF | GS | DR |
|  | ---- | ---------------- | -- | - | - | - | - | -- | -- | -- |
|  | 1.   | Ergotelīs        | 14 | ? | ? | ? | ? | 10 | 5  | +5 |
|  | 2.   | Saronikos        | 12 | ? | ? | ? | ? | 6  | 7  | -1 |
|  | 3.   | Poseidon Glyfada | 11 | ? | ? | ? | ? | 10 | 8  | +2 |
|  | 4.   | Digenis Koskinos | 11 | ? | ? | ? | ? | 4  | 10 | -6 |

Legenda:

      Ammesse in Beta Ethniki 1970-1971
       Ammessa ai play-off

## Gruppo 6

### Squadre partecipanti
| Squadra          | Città   |
| ---------------- | ------- |
| Finix Lefkadas   | Leucade |
| Pamisos Messinis | Messene |
| Panargeiakos     | Argo    |
| Panīleiakos      | Pyrgos  |

### Classifica
|  | Pos. | Squadra          | Pt | G | V | N | P | GF | GS | DR |
|  | ---- | ---------------- | -- | - | - | - | - | -- | -- | -- |
|  | 1.   | Panargeiakos     | 16 | ? | ? | ? | ? | 15 | 7  | +8 |
|  | 2.   | Panīleiakos      | 12 | ? | ? | ? | ? | 9  | 11 | -2 |
|  | 3.   | Pamisos Messinis | 12 | ? | ? | ? | ? | 8  | 6  | +2 |
|  | 4.   | Finix Lefkadas   | 8  | ? | ? | ? | ? | 4  | 12 | -8 |

Legenda:

      Ammesse in Beta Ethniki 1970-1971
       Ammessa ai play-off

### Spareggio per il secondo posto
| Squadra 1   | Risultato | Squadra 2        |
| ----------- | --------- | ---------------- |
| Panīleiakos | 2 – 1     | Pamisos Messinis |

## Play-off

### Play-off 1
Andata
| Squadra 1        | Risultato | Squadra 2      |
| ---------------- | --------- | -------------- |
| Finikas Polichni | 0 – 1     | Pyrsos Grevena |

Ritorno
| Squadra 1      | Risultato | Squadra 2        |
| -------------- | --------- | ---------------- |
| Pyrsos Grevena | 1 – 2     | Finikas Polichni |

Spareggio
| Squadra 1        | Risultato   | Squadra 2      |
| ---------------- | ----------- | -------------- |
| Finikas Polichni | 2 – 1 (dts) | Pyrsos Grevena |

### Play-off 2
Andata
| Squadra 1               | Risultato | Squadra 2   |
| ----------------------- | --------- | ----------- |
| Aris Agios Konstantinos | 1 – 2     | Panīleiakos |

Ritorno
| Squadra 1   | Risultato | Squadra 2               |
| ----------- | --------- | ----------------------- |
| Panīleiakos | 0 – 2     | Aris Agios Konstantinos |

Spareggio
| Squadra 1               | Risultato   | Squadra 2   |
| ----------------------- | ----------- | ----------- |
| Aris Agios Konstantinos | 1 – 1 (dts) | Panīleiakos |

### Play-off 3
Andata
| Squadra 1   | Risultato | Squadra 2 |
| ----------- | --------- | --------- |
| Acharnaïkos | 4 – 0     | Saronikos |

Ritorno
| Squadra 1 | Risultato | Squadra 2   |
| --------- | --------- | ----------- |
| Saronikos | 1 – 1     | Acharnaïkos |